# Posljednica
Posljednica ili sekvencija je vrsta kršćanske pjesme iz srednjeg vijeka. 
Izvodi se na nekim svetkovinama, a slijedi prije aleluje. 
Posljednica govori o otajstvu slavlja koje se slavi. 
Rimski misal za cijelu Crkvu ima pet posljednica: 
- na Uskrs (Victimae paschali) - u većini hrvatskih krajeva naziva se Svetoj žrtvi uskrsnici, a u dubrovačkom kraju naziva se Svetilištu vazmenome
- na Duhove (Veni Sancte Spiritus - Dođi, Duše Presveti)
- na Tijelovo (Lauda Sion - Hvali Sion)
- na Žalosnu Gospu (Stabat Mater - Stala plačuć)
- na Dušni dan (Dies irae - U dan onaj, u dan gnjeva)

Postoje neki obredi u Katoličkoj Crkvi koji imaju još neke posljednice. Primjer je dominikanski obred, koji ima posljednicu na Božić. Ta se posljednica, Laetabundus,
može moliti (čitati ili pjevati):
- na dnevnoj božićnoj misi
- na Bogojavljenje (Vodokršte, Tri kralja)
- na Svijećnicu (Kandeloru)

Laetabundus je spjevao sv. Bernard iz Clairvauxa, a na hrvatski su ju preveli Dominik Budrović i Drago Kolimbatović.